# 日曜日には鼠を殺せ
『日曜日には鼠を殺せ』（にちようびにはねずみをころせ、原題：Behold a Pale Horse）は、1964年制作のアメリカ合衆国の映画である。フレッド・ジンネマン監督の作品である。
スペイン内戦を背景としたエメリック・プレスバーガーの同名小説（『Killing a Mouse on Sunday』）の映画化。

## 題名について
映画化題は「ヨハネの黙示録」第6章第8節に由来する。
青ざめた馬を見よ。これに乗るものの名は死。黄泉がこれに従う。
原作のタイトルの由来はリチャード・ブレイスウェイトの「Barnabee Journal」の次の詩からである。
Where I saw a Puritane-one
Hanging of his cat on Monday
For killing of a mouse on Sunday.
（私は清教徒が月曜日に猫を吊しているのを見た。
日曜日に鼠を殺したからだ。）

## あらすじ
スペイン内戦がフランコ軍の勝利に終わってから20年後の1959年、フランスに亡命していたかつて反政府ゲリラのリーダー・マヌエルのもとにある日、パコという少年が訪ねて来る。かつて彼の友であった少年の父親を殺した警察署長ヴィニョラスの暗殺を依頼しに来たのだが、マヌエルはこれを断る。
だが数日後、スペインに住むマヌエルの母親が危篤という知らせが彼のもとに届く。マヌエルの母親は息子が罠にかかるのを感じ、ルルドに旅立つフランシスコ神父に息子を来させないようにと託し、息をひきとる。
神父と語り明かしたマヌエルは、自分を助けようとする神父の心の温かさに触れて感動し、一方で体力も気力も衰えた今の自分に限界を感じ始める。そして、罠を承知で国境を越え、祖国の土を踏む。

## キャスト
| 役名                           | 俳優                         | 日本語吹替 |
| ------------------------------ | ---------------------------- | ---------- |
| マヌエル                       | グレゴリー・ペック           | 城達也     |
| ヴィニョラス署長               | アンソニー・クイン           | 小松方正   |
| フランシスコ神父               | オマル・シャリーフ           | 西沢利明   |
| ペドロ                         | パオロ・ストッパ             |            |
| カルロス                       | レイモン・ペルグラン         | 島宇志夫   |
| ピラール（マヌエルの母）       | ミルドレッド・ダンノック     |            |
| マリア（娼婦）                 | ペレット・プラディエ         |            |
| ザガナール警部補               | クリスチャン・マルカン       |            |
| パコ少年                       | マリエット・アンジェレッティ |            |
| 外国人記者                     | マイケル・ロンズデール       |            |
| ロザーナ（ヴィニョラスの愛人） | ダニエラ・ロッカ             |            |
| テレーザ（ヴィニョラスの妻）   | ロザリー・クラッチェリー     |            |

テレビ放送：1971年1月24日テレビ朝日「日曜洋画劇場」

## 制作
当初、アンソニー・クインはマヌエル役を希望していたが、ジンネマンはクインが悪役であるヴィニョラス署長の役に当てはまると考え、配役した。ジンネマンは同様に、数人のスペインからの難民にフランコ政権のグアルディア・シビルの役人役を配役した。アメリカの左派政治活動家であったアラール・K・ローウェンスタインは制作陣が、フランス在住でスペインから亡命した反フランコ派の難民に接触することを支援した。ジンネマンは、主役のペックがフランスに住む実際の政治難民に会うことが良い演技に繋がると考えていた。
撮影は1963年6月13日に開始し、予定より1ヶ月近く遅れ、100日間撮影された。コロンビア映画がアメリカの観客に向けて試写した後、制作陣はスペイン内戦の背景を説明するイントロが必要であると考えた。そこで、スペイン戦争を説明する対話が点在している、フランスのドキュメンタリー映画である『Mourir à Madrid』からの切り抜きを映画に加えることにした。

### 音楽
映画の楽曲はモーリス・ジャールが作曲と指揮を務めた。楽器は主にスペイン式のギターや木管楽器、チェンバロ、ハープが用いられた。
楽曲集は当初コルピックス・レコードによって、アメリカではLPアルバム（Colpix Records SCP 519）、フランスでは2枚組みのEPレコードとして販売された。2007年4月にフィルム・スコア・マンスリーは、EP版にのみ収録された2楽曲を含んだ楽曲集を、1962年に公開された映画である『H.M.S. Defiant』の楽曲集とセットでCDにて再販売した。

## 映画公開と評価
アメリカではペックが、ロンドンとパリではジンネマンがそれぞれ宣伝ツアーを行ったにもかかわらず、映画はそれほど大きな反響を呼ばず、制作費を回収できるほど十分な興行収入は得られなかった。ジンネマンは、理由としてスペイン内戦は既に聴衆の記憶から残っていなかったからだろうと語っている。ニューヨーク・タイムズは映画のセットと俳優の演技については高く評価したが、映画の出来そのものについては低く評価するという賛否両論の評価を残した一方、バラエティは概ね高評価を残し、この映画をペックの経歴における「優れた映画」と評した。
スペイン政府は映画中のヴィニョラスが愛人と共にするシーンや、賄賂を受け取ったシーンに激怒し、コロンビア ピクチャーズに対してスペインでの配給だけでなく撮影も拒否したため、コロンビア映画はスペインでの配給部門の売却を余儀なくされた。コロンビア映画は、同社がスペイン映画をスペイン国外で配給することに政府が合意するまでの数年間、スペイン市場から締め出された。この映画が公開される数ヵ月前、コロンビア映画の副社長であったM・J・フランコヴィッチは、スペイン政府の意向に反して映画の製作を進めることを決定したため、コロンビアは数百万ドルを失ったと推測した。
オールムービーによれば、映画はアメリカ国内のテレビで放送される予定であったが、スペイン政府の要請により直前になって中止された。
ジンネマンは前年に公開され、この映画の2人の主演俳優が出演しているアラビアのロレンスと比較して、「私は成功させる義務は感じない。成功は危険になる可能性もあるーあなたも分かるはずだ。私は失敗から多くを学んだ。」と反論した。
映画スターの1人であるオマル・シャリーフは、この映画を「良い監督」から生まれた「ひどい映画」であると形容した。